# اودنشاو
اودنشاو (به انگلیسی: Audenshaw) یک شهرک در بریتانیا است که در انگلستان واقع شده‌است. اودنشاو ۱۱٬۴۱۹ نفر جمعیت دارد.